# Abou Hassan al-Achari
 (octobre 2017).
Si vous disposez d'ouvrages ou d'articles de référence ou si vous connaissez des sites web de qualité traitant du thème abordé ici, merci de compléter l'article en donnant les références utiles à sa vérifiabilité et en les liant à la section « Notes et références ».
Abū al-Hasan ‘Alī ibn Ismāʿīl al-ʾAchʿarī (vers 873–vers 935) (arabe : ابو الحسن علي ابن إسماعيل اﻷشعري) ou Abou Hassan al-Achari est un théologien musulman arabe. L'école théologique acharite est lui est attribuée. Il est surnommé l'imam de Ahl al-Sunna wa-l-Jama'a et le défenseur de la religion. Sa lignée remonte au compagnon Abou Moussa al-Achari.

## Sa jeunesse, ses études
Les sources d'où l'on connaît la vie d'al-Achari ont un aspect hagiographique et doivent être considérées avec prudence,.
Abu al-Hasan al-Achʿari passe son enfance à Bassorah avant de partir poursuivre ses études à Bagdad. Il y étudie notamment le droit auprès de Ibn Surayj (ar) et d'Abou Ishâq Al-Marwazi (ar) (d. 951),, et le hadîth auprès de Zakariyyâ Ibn Yahyâ As-Sâjî (ar) et d'Abou Khalîfah Al-Jumahî,.
Il se forme par ailleurs en théologie auprès de Al-Jubbâ'i (le père, mort en 915), cheikh des mutazilites et qui marque le parcours de son jeune disciple. Initialement mutazilite, il renie au grand jour, en 912, à l'âge de 40 ans, son ancienne doctrine, pour fonder l'acharisme,. Il aurait renoncé au mutazilisme à la suite d'une controverse avec al-Jubba'i sur les implications théologiques de la souffrance. Son maître aurait été incapable de répondre à une question sur la justification du mal,.
L'imam Al-Ashʿarî se forge une réputation de dialecticien et de controversiste. En effet, sa connaissance de leur doctrine fait de lui un redoutable adversaire pour les muʿtazilites. En sus de ses aptitudes en théologie scolastique, il est également juriste.[réf. nécessaire] Il a un penchant pour la vie modeste de l'ascétisme. On est incertain quant à son adhésion à l'un des rites sunnites, il semble qu'il ne se soit rattaché clairement à aucune école juridique. Les quatre maḏâhib devaient lui paraître d'égale valeur sur l'essentiel, puisque c'est à lui que l'on prête l'affirmation selon laquelle quiconque pratique l'ijtihad (effort de réflexion pour tirer des règles des Sources de la Loi) a raison (kullu mujtahid muṣīb, propos attribué aussi à Hanifa),.
L’imam Abou Hassan al-Achari cite dans son livre Al-Oumadou fi Rou'ya (désigné aussi sous le titre al-Oumad), comportant douze chapitres, le nom de ses livres jusqu'en 320 AH. Ibn Furak complète la liste avec les livres écrits postérieurement. Al-ʿIbanah qu'il rédige contre les naturalistes, ceux qui prétendent que le monde n’a pas de début ou les assimilateurs, ne figure pas dans ces listes, mais est cité par Ibn 'Asakir. Il y a également ses répliques aux brahmanes et aux mazdéens. Il est aussi l'auteur d'Al-Moukhtasarou fi Tawhidi wa al-Qadar (Questions et réponses sur le Destin) et de Tafsir al-Qour’an (Commentaires et exégèses du Coran).

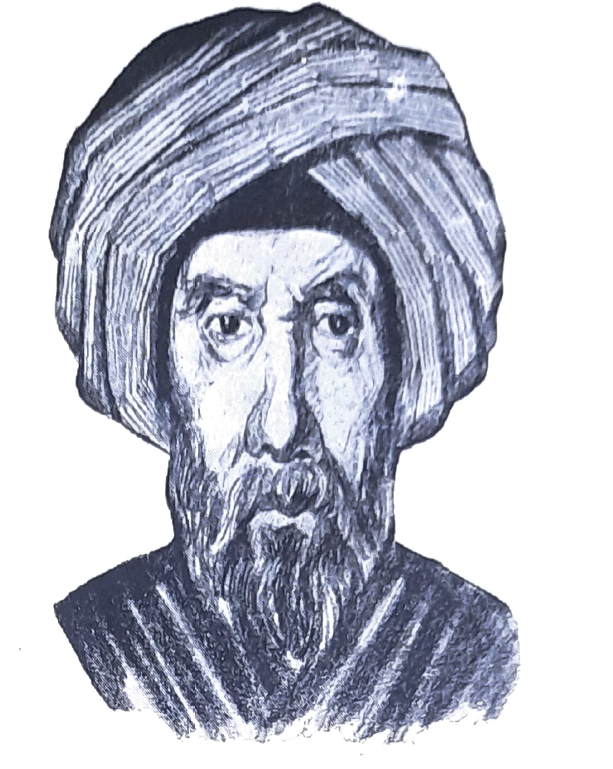
Portrait d'Abû al-Hasan al-Ach'ari (vue d'artiste).

Hervé Bleuchot résume ainsi la place d'al-Ashʿari dans l'histoire de la théologie musulmane : « Avec l’acharisme le sunnisme trouva sa première formulation théologique importante face au mutazilisme et aux sectes ».

## Témoignages de références islamiques en sa faveur
Taj Ad-Dîn As-Soubkī a dit dans son livre At-Tabaqat : « Sache que Abou l-Haçan Al-Ach’ari n’a pas innové une nouvelle voie mais il a raffermi et résumé la voie du Salaf et il a défendu ce sur quoi étaient les compagnons du Messager de Allâh. Donc se réclamer de lui est dû au fait qu’il a délimité la voie du Salaf et qu’il s’y est attaché, qu’il a amené les preuves et arguments sur cette voie. Celui qui le suit en cela dans cette argumentation est appelé Ach’arite »
L'Imâm Al-Bayhaqi lui a fait un grand éloge en disant : « […] Jusqu’à ce que le tour vienne à notre Chaykh Abou l-Haçan Al-Ach’ari (رحمه الله) Il n’a pas innové dans la religion agréée par Allâh quoi que ce soit. Il n’a pas amené de mauvaises innovations mais a repris les paroles des compagnons, des successeurs (tâbi’în) et ceux qui les ont suivis parmi les Imâm dans les fondements de la religion et les a soutenus en ajoutant plus de commentaires et plus d’explications. Et ce qu’il a dit au sujet des fondements et ce qu’il a amené dans les lois est correct par la raison contrairement à ce qu’ont prétendu les gens qui suivent leurs passions. Ainsi dans ses explications, il y a eu un renfort pour appuyer Ahlou s-Sounnati wa l-Jamâ’ah et un soutien des paroles des Imâm qui l’ont précédé comme Aboû Hanîfah et Soufyân Ath-Thawri parmi les gens de Al-Koûfah, comme Al-Awzâ’i et d’autres parmi les gens de Ach-Châm, comme Mâlik et Ach-Châfi’i, des gens de deux Haram (c’est-à-dire La Mecque et Médine) et de ceux qui leur sont similaires dans le Hijâz et autres qu’eux, et des Imâm des autres contrées, et comme Ahmad Ibnou Hanbal et d’autres parmi les spécialistes du Hadîth et comme Al-Layth Ibn Sa’d et autres que lui et comme ‘Abdou l-Lâh Mouhammad Ibnou Ismâ’îl Al-Boukhâri et Abou l-Haçan Mouslim Ibnou l-Hajjâj An-Nayçaboûri, les deux Imâm spécialistes des Âthâr (Hadîth) et les Houffâdh auteurs des Sounan sur lesquels est basée la Loi agréée par Allâh, que Allâh les agrée tous. Il est devenu une sommité dans la science chez les gens de la Sounnah de son époque. Et c’est ainsi que notre maître (le prophète) al-Moustafâ (صلى الله عليه وسلم) a annoncé à sa communauté, d’après ce que rapporte de lui Aboû Hourayrah (رضي الله عنه) qu’il  a dit [ce qui a pour sens : ] ” Allâh fera apparaître pour cette communauté, à la tête de chaque cent ans quelqu’un qui lui revivifiera sa religion ” ». [rapporté par le Hâfidh Ibnou ‘Açâkir dans son livre : Tabyînou kadhabi l-Mouftarî]
Le Hâfidh Abou Bakr Al-Baghdadi a également donné sa biographie dans Tarikhou Baghdad en disant que : « Abou l-Haçan Al-Ach’ari, le spécialiste de la croyance, l’auteur de plusieurs ouvrages pour répliquer aux irréligieux et d’autres comme les mou’tazilah, les jahmiyyah, les khawarij et le restant des groupes des mauvais innovateurs ».

## La doctrine acharite
La théologie d'al-Ash'ari est parfois présentée comme une voie médiane ou un juste milieu entre le mu'tazilisme et le traditionalisme hanbalite,,. Cependant, si ce jugement se justifie pour certains points de la doctrine, Mohyddin Yahiya souligne qu'il est à relativiser. En réalité, selon Louis Gardet, c'est un disciple d'al-Ashʿari, al-Juwaynī, qui a donné de son maître cette image de conciliateur de deux positions extrêmes. Ibn 'Asakir, dans son Tabyin, compare la théorie d'al-Ash'ari à celle des mu'tazilites et celle des hashwiyya pour montrer que la doctrine acharite est le plus souvent moyenne. Mais les hashwiyya (corporéistes) constituent un point de comparaison radical, et le livre d'Ibn 'Asakir est une œuvre apologétique, destinée à plaider pour l'acharisme. Plutôt qu'une doctrine du juste milieu, on peut voir l'œuvre d'al-Achari comme traditionaliste sur le fond, et rationaliste sur la forme - ce dernier aspect laissant à sa doctrine la possibilité d'évoluer.
Il est vrai que sa formation initiale a incité al-Ash'ari à utiliser les ressources de la dialectique pour défendre ses thèses. Il garde de ses origines muʿtazilites le besoin de justifier ses positions. Il éprouve par exemple la nécessité de démontrer l'existence de Dieu par des arguments rationnels, dont il emprunte certains aux mutazilites. Il affirme même que la réflexion est une obligation pour le musulman. Mais, sur le fond, il est souvent plus proche d'Ibn Hanbal que des muʿtazilites. Il refuse à la raison toute capacité de discerner le bien du mal sans l'aide de la Révélation, et nie toute efficacité du libre arbitre. Son livre Al-Ibâna commence par un éloge de Ibn Hanbal. Cependant, il date de l'arrivée d'al-Ash'ari à Bagdad, où les hanbalites étaient influents et redoutés,. La question se pose de savoir si l'auteur n'a pas écrit par précaution. La prudence doit être de mise, dans la mesure où seule une petite partie de ses œuvres est parvenue jusqu'à nous.
Les points essentiels de sa doctrine sont les suivants.

### Preuve de l'existence de Dieu
Sa maîtrise de la dialectique, apprise auprès des mu'tazilites, sert le besoin d'al-Ach'ari de proposer une preuve rationnelle de l'existence de Dieu. L'argumentaire exposé dans al-Luma' repose à la fois sur la tradition et des arguments de raison. Ach'ari cite le Coran : « Le merveilleux est en vous-mêmes, ne le voyez-vous pas ?» (LI, 21). L'argument inspiré de ce verset peut être formulé ainsi : la création, dans sa perfection, et en particulier l'homme, qui en constitue le sommet, ne peuvent cependant pas exister par eux-mêmes, et requièrent l'action d'un créateur. Le monde ne peut être éternel car ce qui est éternel n'est pas sujet au changement et à la corruption. Il faut donc lui supposer un créateur. Ach'ari ne fait aucune mention des arguments des philosophes, ni de son contemporain al-Farabi, ni même d'Aristote.

### Toute-puissance et unicité de Dieu
Tout ce qui arrive dans l'univers est dû à la Providence divine. Al-Ash'ari affirme avec fermeté la toute-puissance de Dieu. Rien n'arrive en dehors de sa volonté,.
En conséquence, aucune cause autre que Dieu n'existe dans l'univers. Dans le Kitāb al-Luma, al-Ash'ari argumente en faveur de l'unicité (tawḥīd) divine, en s'appuyant sur le verset XVII, 42 du Coran : « S'il y avait d'autres dieux à côté de Dieu, ces dieux désireraient à coup sûr évincer le possesseur du trône ». Le raisonnement d'Al-Ash'ari est qu'une pluralité de dieux implique une rivalité qui rendrait impossible leur action. Chacun empêchant l'autre d'agir, aucun n'aurait pu créer le monde. Or, le monde existe. Cet argument, dit de l'empêchement mutuel ou du conflit des volontés, sera repris par ses disciples al-Baqillani et al-Juwayni, mais aussi par le mutazilite al-Jabbar.
En outre, cette toute-puissance de Dieu, cause unique de tout ce qui arrive, revient à nier la causalité. Entre la cause et son effet apparent, il n'y a d'autre lien que la volonté divine, qui pourrait être autre. L'objection, c'est qu'habituellement, le monde suit un certain ordre, les mêmes événements se succèdent. Mais ce n'est justement qu'une habitude de la part Dieu, qui pourrait tout aussi bien vouloir changer cet ordre. La relation de cause à effet n'est qu'une concomitance qui repose sur le bon vouloir d'Allāh. « Toute relation de cause à effet n'est qu'une liaison coutumière établie arbitrairement par Dieu ».
Al-Ash'ari emprunte aux mu'tazilites une conception atomistique de l'univers. Mais, alors que dans la philosophie grecque, l'atomisme décrit un monde matérialiste, soumis au hasard et à la nécessité, les atomes sont pour al-Ash'ari les instruments de la volonté divine,. La discontinuité introduite par la notion d'atome, dont le modèle sert aussi à penser le temps, est dépassée par l'action de Dieu. Comment un temps composé d'instants, conçus comme des atomes temporels, peut-il durer et s'écouler ? C'est par l'intervention de Dieu que l'on « saute » d'un instant à l'autre.
Dieu est également savant. Cet attribut est impliqué dans la preuve de l'existence du Créateur : « les actes parfaits ne peuvent être accomplis que par un savant. » Les merveilles du monde présupposent la sagesse du créateur. L'argument n'est pas nouveau, il est emprunté aux mu'tazilites. Ach'ari y ajoute l'analogie entre la création divine et la fabrication par l'artisan.
Dieu est doué de volonté, de toute éternité. Sa volonté est sans limite. Al-Ach'ari s'appuie à nouveau à la fois sur le Coran («Dieu fait ce qu'Il veut », II, 253) et la raison : si la volonté divine connaissait une borne, ce serait une imperfection. La volonté, pour Ach'ari comme pour Descartes, est une faculté illimitée, avec cette différence majeure que c'est à la volonté de Dieu seulement que le mutakallim attribue cette perfection. C'est l'attribut auquel Ach'ari consacre le plus long développement dans Al-Luma'. En effet, la question de la volonté a des implications morales : Dieu veut-il le mal ? Ach'ari n'admet pas l'opinion des mutazilites qui limitent la volonté de Dieu pour ne pas le rendre responsable du mal. Il maintient fermement que tout ce qui arrive a été voulu par Dieu. La théorie acharite soulève aussi la question de la cause des actes humains.

### Question du libre-arbitre
La thèse de la toute-puissance divine vaut aussi pour l'action humaine. Alors que les mu'tazilites défendent l'idée d'un libre arbitre, al-Ash'ari nie tout pouvoir à la volonté humaine. Dieu seul peut être cause d'une action. Quand l'individu agit, Dieu lui accorde, le temps de cette action, un pouvoir (qudra), de sorte que l'acteur « acquiert » son acte et peut en être tenu responsable. « L'acquisition (al-kasb) est le simple attachement de la puissance et de la volonté de l'homme à l'acte possible qui est engendré en réalité par Dieu. » Le kasb désigne l'absence de contrainte, et caractérise l'acte volontaire : l'homme ne peut être tenu responsable que de ses actes volontaires. À l'opposé des mutazilites, Ach'ari n'admet pas que la capacité (istiṭâ'ah) d'agir précède l'action : elle n'est que concomitante à l'acte. Dans le cas contraire, l'action pourrait résulter d'une capacité qui n'est plus présente, ce qui semble aussi absurde à al-Achari que l'idée que le feu puisse causer une brûlure une fois qu'il est éteint. La capacité est donc créée en même temps que l'action, et elle ne subsiste pas non plus après elle, car elle est un accident, et un accident n'a pas de durée hors de l'instant. Seules les actions qui échappent à notre volonté, qui s'exécutent sans intention de notre part, comme les réflexes ou les activités corporelles purement mécaniques, ne sont pas acquises ; et nous ne pouvons en être tenus responsables. Mais, même quand il y a intention de sa part, l'homme ne crée pas son acte. De sorte que quand il croit agir librement, son action est en réalité causée par Dieu. Il n'y a pas d'efficacité réelle de l'action humaine : le lien entre la volonté et son résultat n'est pas une relation de cause à effet. Si les deux coïncident, c'est seulement parce que Dieu le veut bien. Cette négation de la causalité, conçue comme un effet de la volonté de Dieu, sera plus tard baptisée occasionnalisme lorsqu'elle sera théorisée par Nicolas Malebranche.
Cette thèse a des conséquences éthiques que les mu'tazilistes contestent : comment les actes humains peuvent-ils être récompensés ou punis si l'homme n'en est pas l'auteur ? Comment peut-il en être tenu responsable ? Une autre question est celle de l'origine du mal. Pour les mutazilites, Dieu ne saurait en être la cause ; c'est la liberté humaine qui est à l'origine de l'injustice. Mais la volonté d'al-Ash'ari de sauvegarder l'idée de toute-puissance divine le conduit à faire de Dieu la cause du mal. Dieu étant cause de tout, il est aussi cause de l'injustice. À refuser tout compromis concernant la toute-puissance de Dieu, al-Ash'ari en vient à négliger d'autres qualités divines comme la justice. Sa réponse à ces objections a été qualifiée de subjectivisme éthique : Dieu est seul législateur, seul auteur des normes éthiques, c'est lui qui décide ce qui est un bien et ce qui est un mal. De sorte que nous ne pouvons qualifier son action d'injuste : le bien, c'est ce que fait Dieu. En matière de morale, al-Ach'ari ne reconnaît aucune autonomie à la raison.
Les disciples du fondateur de l'acharisme, comme al-Juwaynī, tenteront d'apporter une solution à ce problème.

### Question des attributs divins
Sur la question des attributs divins, à l'opposé des mu'tazilites, qui les identifient à l'essence divine, al-Ash'ari affirme leur réalité distincte de l'essence, et leur éternité. Ils ne se confondent pas avec l'essence, mais s'ajoutent à elle. Le savoir, la puissance, la volonté, la vie, l'ouïe, la vue la parole et la durée ou subsistance, ces huit attributs essentiels ne sont pas que des noms de Dieu, ce sont des réalités. Un des arguments d'al-Ash'ari (raisonnement par l'absurde) est que la négation de ces attributs entraîne des conséquences inacceptables. Par exemple, qu'est-ce que la négation de la volonté ? La faiblesse, la paresse ? Un Dieu sans volonté est inconcevable, de même qu'un Dieu dont la volonté ne serait pas permanente dans le temps. La volonté divine, comme ses autres attributs, est donc réelle, et éternelle.
D'un autre côté, al-Ash'ari soutient, conformément au Texte, que Dieu ne ressemble pas à ses créatures, qu'il n'a aucun semblable (Coran, XLII, 11). Mais l'attribution à Dieu de qualités telles que le la science et la volonté incite à établir une analogie entre, par exemple, la science divine et le savoir humain. Al-Ash'ari défend son idée en affirmant que les deux ne sauraient être de même nature, mais il laisse le problème en suspens. Ses disciples, al-Baqillani et al-Juwayni, sur ce point aussi, seront des continuateurs, puisqu'ils feront avancer la doctrine pour la perfectionner.
Certains de ces attributs ont fait l'objet d'une querelle : il s'agit des attributs anthropomorphiques. Les ḥanbalites, refusant de prendre le Coran autrement qu'en son sens littéral, ont été accusés de corporéisme. C'était vrai au moins pour les plus radicaux d'entre eux. Al-Ash'ari, en revanche, admet que la Main ou la Face de Dieu ne sauraient être semblables à des membres ou des parties d'un corps. Mais il se refuse à proposer toute interprétation des Textes. Il se borne à nier que les mains ou la face de Dieu puissent être de même nature que celles de ses créatures, car cette question transcende selon lui la compréhension humaine.

### La Parole divine
Parmi les attributs divins, il en est un qui présente un statut particulier et a fait l'objet d'une controverse entre mu'tazilites et hanbalites, c'est la parole. Comme ses autres attributs, la Parole d'Allâh est, selon Ash'ari, éternelle et incréée. Sur ce point, il serait proche de la position hanbalite. Mais selon Shahrastani, il distingue la Parole de Dieu, éternelle, de la révélation faite au Prophète, qui en est l'indication, et est créée.
En revanche, al-Ashٴari refuse la position des falāsifa (philosophes aristotéliciens) pour qui le monde serrait éternel, au moins dans le passé. Il n'admet pas cette pré-éternité du monde, qui a un commencement, avec sa création. Seul Dieu est éternel, et rien ne lui est semblable. Son livre al-Fuṣūl comportait une réfutation de la thèse de l'éternité passée du monde, défendue par les falāsifa, Proclus et al-Rawandi.
Par conséquent, ce n'est pas toujours un théologien du "juste milieu". Par exemple, son refus de reconnaître la moindre efficacité à la volonté humaine le conduit à une position radicale. Mais ses disciples, comme al-Baqillani et al-Juwaynī, en apportant des réponses aux objections contre la doctrine acharite, se rapprocheront davantage d'une voie moyenne.

### Eschatologie

#### La foi
La foi - la qualité de celui qui est un fidèle - prime pour al-Ach'ari sur les œuvres. La foi se définit par la croyance, et non par les bonnes actions. De sorte qu'un pécheur est cependant considéré comme croyant. La foi ainsi conçue ne saurait être susceptible de degrés. Selon al-Baghdadî, al-Ach'ari mettait en avant la place de la connaissance dans la foi : le véritable fidèle est celui qui connaît Dieu et sa création. C'est pourquoi il recommande l'exercice de la théologie rationnelle. « Pour al-Ash'ari, la foi est la profession de foi basée sur des preuves aussi bien rationnelles que tirées de la révélation. »

#### Vision de Dieu au Paradis
Le Coran stipule que les fidèles auront le loisir de voir Dieu après leur mort (LXXV, 22). Alors que les mu'tazilites ne croient pas à ce dogme,, Al-Ash'ari en admet la possibilité. Allah pourra être perçu, et par les organes corporels que sont les yeux, puisque le dogme affirme la résurrection non seulement de l'âme, mais aussi du corps et décrit les tourments éternels et termes de souffrance physique. Cette position, loin d'être modérée, est semblable à celle des hanbalites. Elle ne va pas sans soulever des problèmes : comment Dieu pourrait-il être perceptible ? Comment poser une telle affirmation sans faire de Dieu un être sensible, donc semblable à ses créatures ? C'est une question qu'al-Ach'ari lègue à ses disciples. Al-Juwaynī défend la position du fondateur de l'école dans son Kitāb al-Irshad (Ch. XVIII).

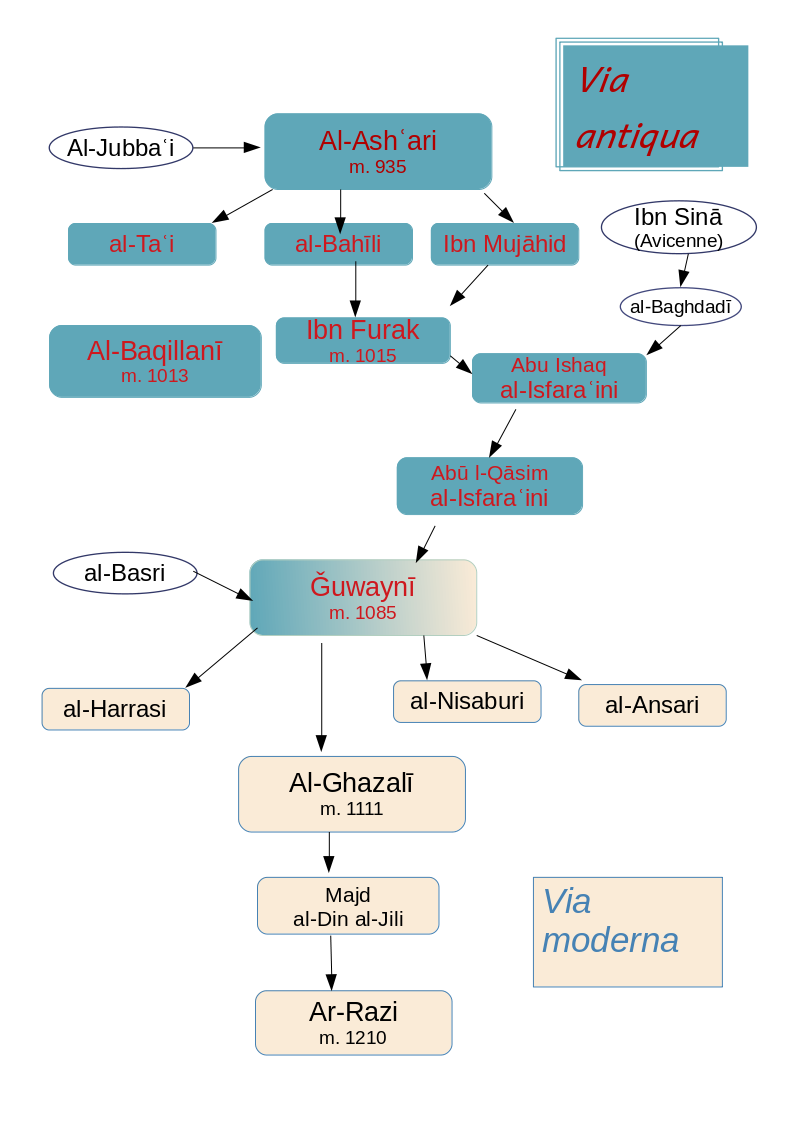
Les disciples d'al-Ashʿari.

## Postérité
La doctrine d'al-Ashari se répand en Perse puis dans le reste du monde musulman grâce à ses disciples : d'abord al-Bahīli et ibn Mujāhid qui constituent la première génération, puis al-Baqillânî, Ibn Furak et al-Isfara'ini, ensuite al-Juwaynī. Ibn Tumart la fait connaître au Maghreb puis en Andalousie. Parmi d'autres acharites célèbres, on peut citer aussi Ibn 'Asakir, al-Ghazalī, ar-Razī et Ibn Khaldūn.
La théologie ash'arite fait l'objet d'une réfutation méthodique par Averroès dans Al Kashf 'an manâhij al-adilla (« Dévoilement des méthodes de démonstration des dogmes de la religion musulmane »).
Badawi salue en lui un « rationaliste modéré » qui a largement contribué à l'adoption de la théologie rationnelle dans l'islam sunnite. Il lui reconnaît d'avoir jeté les bases de cette théologie, même s'il a laissé certains problèmes irrésolus. « Il a posé les principes généraux et formulé les thèses principales, laissant à ses successeurs le soin de les élaborer et de les étayer philosophiquement. »

## Son retour à la croyance d'Ahl al-Hadith
Les Ahl al-ḥadīth et les Ash'arites ont divergé sur la question de savoir si Abu al-Hasan Al-Ash'ari est revenu sur sa croyance Ash'arite ou non. Les Ash'arites ont soutenu  qu'il n'avait pas changé, tandis que les Ahl al-ḥadīth ont affirmé qu'il était revenu sur sa position et avait adopté la croyance d'Ahmad ibn Hanbal, comme indiqué dans son propre livre Al-Ibanah 'an Usul al-Diyanah où il a déclaré cela.

## Œuvres

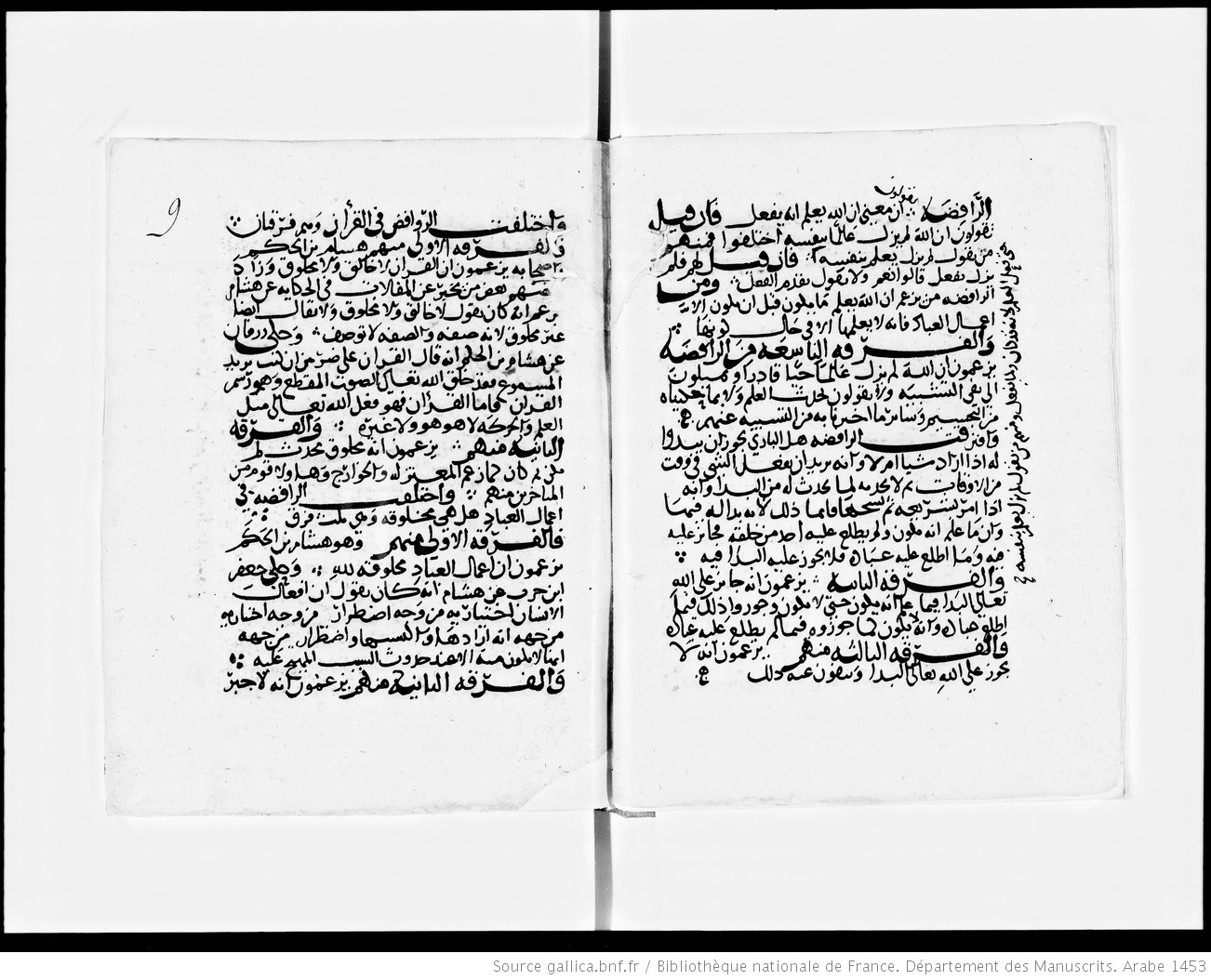
Manuscrit du Maqālat al-islāmiyyīn de AL-AŠʿARĪ (gallica.bnf.fr / BnF).

Ach'ari a lui-même dressé la liste de ses livres écrits jusqu'en 320 AH dans al-Oumad. Ce livre est perdu, mais la liste des ouvrages est citée par Ibn 'Asakir dans son Tabyin. Ibn Furak complète cette liste avec les titres publiés après 320 AH. Ces deux listes combinées indiquent qu'al-Ach'ari avait écrit 98 livres. La plus grande partie d'entre eux a été perdue, et l'on connaît sa doctrine par l'intermédiaire de ses disciples comme Ibn Furak ou al-Baqillani.
Nous sont parvenus cependant : 
- Maqâlât al-islâmiyyîn (« Les aphorismes de ceux qui professent l'islam » ou « Theological opinions of the muslims »). La première partie du livre établit un recensement de tous les courants et écoles de l'islam à l'époque de al-Ash'ari. Elle est encore considérée comme une mine d'informations par les spécialistes. Les deux parties suivantes sont consacrées à la réfutation de ces écoles ; al-Ash'ari vise particulièrement les mu'tazilites, ce qui laisse supposer que la première partie du livre pourrait dater d'avant sa conversion, tandis que les deux suivantes pourraient être postérieures[24].
- Kitāb al-Lumaʻ fī al-radd ʻalá ahl al-zaygh wa-al-bidaʻ (« Réfutation éclairée des hérétiques et des innovateurs »). Contient l'essentiel de la doctrine, que al-Ash'ari défend à la fois contre les mu'tazilites et les hanbalites.

Trois ne figurent pas dans les deux listes des livres d'al-Ach'ari :
- Al-Ibâna 'an usûl al-diyâna (« Exposé des fondements de la religion »). Exposé des dogmes sunnites. Ce livre ne figure pas sous ce titre exact dans les deux listes qui nous sont parvenues, mais sous un titre semblable, et il est cité par Ibn 'Asakir qui, dans son Tabyin, rapporte une anecdote à son sujet. La question se pose de savoir si le texte qui nous est arrivé est celui-là même qu'Ach'ari a écrit. Il est probable qu'il s'agisse d'une version remaniée, soit par un disciple, soit par Achari lui-même[61].
- Risâla fî istiḥsân al-khawd fî 'ilm kalâm (« Épître sur la validité de la science du kalâm »), désigné aussi sous le titre al-Ḥathth ʿalā l-baḥth. Cet ouvrage, destiné à justifier la théologie rationnelle, est dirigé contre ses adversaires les plus traditionalistes[14]. Bien qu'elle soit conforme à la doctrine d'al-Ach'ari, A. Badawi pense qu'elle a été écrite par un disciple[62]. Mais R. M. Frank pense qu'elle est authentique, et que les différences qu'elle présente par rapport à l'Ibanah ne sont pas des incohérences, mais des différences de forme[23].
- Risâla kataba biha ilâ ahl al-thaghr bi Bab al-Abwab («Lettre envoyée aux gens de Bâb al-Abwâb»). Michel Allard pense, malgré quelques réserves, que ce texte est bien d'al-Ach'ari[63].